# Joseph Levine
Joseph Levine (* 17. Januar 1952) ist ein US-amerikanischer Philosoph, der an der University of Massachusetts Amherst lehrt.

## Leben und Werk
Sein Arbeitsgebiet ist die Philosophie des Geistes. Er wurde bekannt mit dem sogenannten „Explanatory-gap-argument“.
Die Idee ist, dass eine unüberwindliche Erklärungslücke (explanatory gap) besteht, wenn wir unser Bewusstsein mittels naturwissenschaftlicher Untersuchungen verstehen wollen. Eine naturwissenschaftliche Erklärung mentaler Zustände würde die reduktive Zurückführung aller Eigenschaften ebendieser Zustände erfordern. Die Eigenschaft in besonderer Weise erlebt zu werden (Qualia), ist jedoch nicht reduktiv durch Neuronenfeuer o. ä. erklärbar. Es bleibt eine Kluft zwischen der Außenperspektive der Naturwissenschaftler und der Erlebnisperspektive der Ersten Person.
Hierbei will Levine jedoch nicht zu einem Dualismus zurückkehren (wie etwa Karl Popper und John C. Eccles), sondern bleibt – trotz der beschriebenen Probleme – Materialist.